# День прийняття Каліфорнії в Союз
День прийняття Каліфорнії в Союз (англ. California Admission Day) — офіційне свято штату Каліфорнія, США. Відзначається щорічно 9 вересня в річницю прийняття Каліфорнії в Союз як 31-го штату в 1850 році.
Каліфорнія допускалася в Союз як частина компромісу 1850 року як вільний штат унаслідок великих територіальних поступок Мексики наприкінці Американо-мексиканської  війни в 1848 році.